# Sadus
Sadus ist eine US-amerikanische Thrash-Metal-Band aus Antioch, Kalifornien. Bekannt wurde die Band zu Beginn der 1990er Jahre aufgrund des technisch anspruchsvollen Spielstils. Der Name der Band geht auf den Roman Dune (1965) zurück.

## Geschichte
Gegründet wurde die Band im Jahr 1984 noch zu Schülerzeiten durch Steve Di Giorgio, der sich innerhalb der Metal-Szene einen Ruf als exzellenter Bassist erwarb und in zahlreichen anderen Bands aktiv ist oder war. Nach der Veröffentlichung von drei Demos sowie dem 1988 in Eigenregie veröffentlichten Album Illusions, erhielt Sadus einen Plattenvertrag bei Roadrunner Records. Dort erschien dann auch das zweite Album Swallowed in Black. Das Debütalbum Illusions wurde 1991 unter dem Titel Chemical Exposure mit anderem Cover neu aufgelegt. Als Roadrunner Records kommerziellere Bands unter Vertrag nahm, verlor die Band ihren Vertrag im Jahr 1993 wieder. Als Bassist Steve Di Giorgio und Jon Allen Engagements bei Testament hatten, lag Sadus vorübergehend auf Eis, löste sich aber nie auf. Erst mit einem neuen Plattenvertrag 1997 arbeitete die Band ohne Rob Moore an der zweiten Gitarre weiter. Seit dem Album „Elements of Anger“ ist die Band bei Mascot Records unter Vertrag. Am 4. Dezember 2024 geben Sadus auf ihrer Facebook-Seite die Trennung von Schlagzeuger Jon Allen bekannt, nachdem ein Video von ihm aufgetaucht ist, in dem er eine Frau misshandelt. Aus der laufenden Tour mit Obituary schied die Band aufgrund dieses Vorfalls aus.

## Stil
Aufgrund der spielerischen Fähigkeiten der Musiker – allen voran Steve Di Giorgio – handelte sich die Band den Ruf einer sehr technischen Thrash-Metal-Band ein, die gegenüber ihren Konkurrenten wie Exodus oder Overkill mit höherem Anspruch auftritt. Die Band selbst bezeichnet ihren Stil als eine Mischung aus Thrash und Speed Metal.

## Diskografie
Studioalben:
- 1988: Illusions (Wiederveröffentlichung 1991 als Chemical Exposure)
- 1990: Swallowed in Black
- 1992: A Vision of Misery
- 1997: Elements of Anger
- 2006: Out for Blood
- 2023: The Shadow Inside

Kompilationen:
- 1997: Chronicles of Chaos
- 2003: DTP Demo 1986

Videoalben:
- 2004: Live in Santiago (Chile) (DVD)

Demos:
- 1986: Death to Posers (Demo)
- 1987: Certain Death (Demo)
- 1989: The Wake of Severity (Demo)
- 1994: Red (Demo)